# Одоевское
Одоевское — село в Шарьинском районе Костромской области Российской Федерации. Административный центр Одоевского сельского поселения. В нынешних границах образовалось путём слияния церковного села Никольское, помещичьего сельца Нагорного (Верхнего), деревни Нейская (Лазарева) и починка Новопетровского.

## Палеонтология
В отложениях раннего триасового периода (нижнеиндский подъярус) села Одоевское найдены окаменелости темноспондильной амфибии Tupilakosaurus.

## История
Между селом Одоевским и деревней Мундоро расположено Одоевское (Мундоровское) городище. По местной легенде, здесь якобы стояла деревянная церковь, провалившаяся под землю, когда на деревню напали татары.
Это городище, без каких-либо оснований, ассоциируют со средневековым черемисским укреплением Булаксы.
Дмитрий Петрович Дементьев отметил: «Булакса селение теперь неизвестно, но оно ещё видно на старинном плане Костром. губ. изд. 1796 г. в Рождественской волости…».
И действительно, если например взглянуть на него или на «Карту Костромскаго Наместничества» 1792 года издания, то Булакса будет обозначена в районе нынешней деревени Курганы (другое название — Бутаиха).
Александр Степанович Верещагин аргументированно считал "Краткий исторический очерк Шангского городища" литературной мистификацией XIX-го века и вполне можно допустить, что  Булаксы являются баснословной выдумкой самого Дементьева.
В дозорной книге 1616 года значится:
Погост Никольский на речке Ветлуге стал ново на пустоши, на Никольской, а на погосте церковь Николая Чудотворца древянна клецки да другая церковь Богоявления теплая с трапезой, а в церкви образа и все церковное строение приходских людей да на погосте двор попа Костянтина Михайлова да келия нищих а питаются они от церкви Божией".
Таким образом село Одоевское было основано после 1606 года (даты предыдущего дозора).
Троицкий чёрный стан в Поветлужье, как и соседние станы, в 1618/19 году был дан в вотчину боярину князю Федору Ивановичу Мстиславскому, а после его смерти перешел его вдове Ирине. 

В отписной книге 1629 года сказано: 
Погост Никольский, на реке на Ветлуге, а на погосте храм во имя Николая Чудотворца древян клецки а во храме образ местной Николая Чудотворца кадило медяное да на погосте ж церковь во имя Богоявления древянна клецки а сосуды деревяны да на погосте двор попа Константина Михайлова да к погосту дано сверх по Никольской речке церковной пашни на Диком лесу пол осьмины  да лесу шесть десятин.
15 апреля 1634 года погост Никольский был отписан  к боярину Федору Ивановичу Шереметеву — царскому родственнику, активно участвовавшему в разгроме польских интервентов, в возведении на престол Михаила Федоровича, участнику переговоров по заключению Поляновского мира.
Дочь Ф. И. Шереметева Евдокия Федоровна вышла замуж за князя Никиту Ивановича Одоевского. Князь Н. И. Одоевский, наместник Астрахани, в 1644 г. возглавлял переговоры России с Данией. Он был образованный человек и возглавлял комиссию по составлению «Уложения царя Алексея Михайловича». 3 марта 1646 года Никольский погост был отписан внукам Шереметева, Михаилу и Федору Никитичам Одоевским.
Перепись 1780 году свидетельствует:
Погост Никольский а в нём 13 дворов, две церкви деревянные да дом господский деревянный князя Одоевского а при дворе людей дворовых 40 душ. В селе еженедельные базары и семь ярмарок в году.
Среди владельцев вотчины был и знаменитый Саша Одоевский, друг Пушкина и Лермонтова. Село Никольское (Одоевское) было родовой вотчиной князей Одоевских примерно до 1861 года.
Последним собственником имения оказался писатель Владимир Федорович Одоевский, который и продал помещичье сельцо Нагорное Елизавете Яковлевне Баевой.
В 1911 году в селе имелись два храма:
Николаевская с. Николо-Одоевское каменная, двухэтажная, с каменной колокольнею; построена в 1814 г. на средства прихожан. При ней деревянная Казанская, построена в 1755 г. князем Иваном Вас. Одоевским на поле в 2 в. от села, а в 1901 г. на средства прихода перенесена в с. Одоевское и возобновлена. Oбе церкви окружены камен. с жел. решеткой оградою. Кладбище в полуверсте, обнесено деревян. забором. Престолы каменной церкви: вверху в настоящем храме — Всех Святых; правый придел — святит. Николая, левый — св. ап. Петра и Павла; в нижнем храме в настоящей — во славу Богоявления Господня, правый придел в ч. Покрова Божией Матери, левый — в ч. Тихвинской иконы Божией Матери. В деревянном храме — в ч. Казанской иконы Божией Матери. Местная святыня — Тихвинская икона Божией Матери и Казанская — обе довольно древние. При деревянной церкви хранятся старинные резные изображения угодников, а также Спасителя и др. старинные изображения в стиле начала XVIII в., некоторые старинные иконы и оловянные свящ. сосуды. Есть при церкви священническое облачение, пожертвованное кн. Одоевским в 1750 г. с фамильным гербом кн. Одоевского. При церкви есть братство святит. Николая, имеющее целью помогать бедным в разных несчастных случаях, оказывать материальную поддержку учащимся в приход. школах и содействовать умственному и нравственному просвещению прихожан в духе православной церкви. Расстояние от Костромы 350 в.; от Ветлуги 35 в. Ближайшие церкви: Троицкая с. Одоевского в 8 в., Введенская с. Конева и Богородицерождественская с. Васильевского в 9 в.

## Население
| 2008 | 2010 | 2014 | 2024 |
| ---- | ---- | ---- | ---- |
| 525  | ↘518 | ↘511 | ↘388 |

### Известные люди
- Железнов, Владимир Яковлевич (1869—1933) — русский экономист, педагог и общественный деятель.